# П'ятіркова система числення

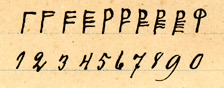
Рунічні символи у п'ятірковій системі, що використовувалася в середньовіччі в Скандинавії для запису дат

П'ятіркова система числення - позиційна система числення з п'ятицифровою основою - 0, 1, 2, 3, 4 - для позначення будь-якого дійсного числа. Число 5 записується як 10, 25 – як 100, а 60 – як 220. 
Десяткову систему числення з числом 5 як підосновою називають подвійноп'ятірковою системою. Такою є римська система числення: число 8 записується як VIII (5+3). Іншим прикладом підоснови є шістдесяткова система числення з основою 60, яка використовує 10 як підоснову.

## Порівняння з іншими системами обчислення
| ×  | 1  | 2  | 3   | 4   | 10  | 11  | 12  | 13  | 14  | 20  |
| 1  | 1  | 2  | 3   | 4   | 10  | 11  | 12  | 13  | 14  | 20  |
| 2  | 2  | 4  | 11  | 13  | 20  | 22  | 24  | 31  | 33  | 40  |
| 3  | 3  | 11 | 14  | 22  | 30  | 33  | 41  | 44  | 102 | 110 |
| 4  | 4  | 13 | 22  | 31  | 40  | 44  | 103 | 112 | 121 | 130 |
| 10 | 10 | 20 | 30  | 40  | 100 | 110 | 120 | 130 | 140 | 200 |
| 11 | 11 | 22 | 33  | 44  | 110 | 121 | 132 | 143 | 204 | 220 |
| 12 | 12 | 24 | 41  | 103 | 120 | 132 | 144 | 211 | 223 | 240 |
| 13 | 13 | 31 | 44  | 112 | 130 | 143 | 211 | 224 | 242 | 310 |
| 14 | 14 | 33 | 102 | 121 | 140 | 204 | 223 | 242 | 311 | 330 |
| 20 | 20 | 40 | 110 | 130 | 200 | 220 | 240 | 310 | 330 | 400 |

| П'ятіркова | 0    | 1    | 2    | 3     | 4     | 10    | 11    | 12    | 13    | 14    | 20    | 21    | 22    |
| Двійкова   | 0    | 1    | 10   | 11    | 100   | 101   | 110   | 111   | 1000  | 1001  | 1010  | 1011  | 1100  |
| Десяткова  | 0    | 1    | 2    | 3     | 4     | 5     | 6     | 7     | 8     | 9     | 10    | 11    | 12    |
|            |      |      |      |       |       |       |       |       |       |       |       |       |       |
| П'ятіркова | 23   | 24   | 30   | 31    | 32    | 33    | 34    | 40    | 41    | 42    | 43    | 44    | 100   |
| Двійкова   | 1101 | 1110 | 1111 | 10000 | 10001 | 10010 | 10011 | 10100 | 10101 | 10110 | 10111 | 11000 | 11001 |
| Десяткова  | 13   | 14   | 15   | 16    | 17    | 18    | 19    | 20    | 21    | 22    | 23    | 24    | 25    |

| Десяткові (periodic part)       | П'ятіркові (periodic part)      | Двійкові (periodic part)         |
| 1/2 = 0.5                       | 1/2 = 0.2                       | 1/10 = 0.1                       |
| 1/3 = 0.3                       | 1/3 = 0.13                      | 1/11 = 0.01                      |
| 1/4 = 0.25                      | 1/4 = 0.1                       | 1/100 = 0.01                     |
| 1/5 = 0.2                       | 1/10 = 0.1                      | 1/101 = 0.0011                   |
| 1/6 = 0.16                      | 1/11 = 0.04                     | 1/110 = 0.010                    |
| 1/7 = 0.142857                  | 1/12 = 0.032412                 | 1/111 = 0.001                    |
| 1/8 = 0.125                     | 1/13 = 0.03                     | 1/1000 = 0.001                   |
| 1/9 = 0.1                       | 1/14 = 0.023421                 | 1/1001 = 0.000111                |
| 1/10 = 0.1                      | 1/20 = 0.02                     | 1/1010 = 0.00011                 |
| 1/11 = 0.09                     | 1/21 = 0.02114                  | 1/1011 = 0.0001011101            |
| 1/12 = 0.083                    | 1/22 = 0.02                     | 1/1100 = 0.0001                  |
| 1/13 = 0.076923                 | 1/23 = 0.0143                   | 1/1101 = 0.000100111011          |
| 1/14 = 0.0714285                | 1/24 = 0.013431                 | 1/1110 = 0.0001                  |
| 1/15 = 0.06                     | 1/30 = 0.013                    | 1/1111 = 0.0001                  |
| 1/16 = 0.0625                   | 1/31 = 0.0124                   | 1/10000 = 0.0001                 |
| 1/17 = 0.0588235294117647       | 1/32 = 0.0121340243231042       | 1/10001 = 0.00001111             |
| 1/18 = 0.05                     | 1/33 = 0.011433                 | 1/10010 = 0.0000111              |
| 1/19 = 0.052631578947368421     | 1/34 = 0.011242141              | 1/10011 = 0.000011010111100101   |
| 1/20 = 0.05                     | 1/40 = 0.01                     | 1/10100 = 0.000011               |
| 1/21 = 0.047619                 | 1/41 = 0.010434                 | 1/10101 = 0.000011               |
| 1/22 = 0.045                    | 1/42 = 0.01032                  | 1/10110 = 0.00001011101          |
| 1/23 = 0.0434782608695652173913 | 1/43 = 0.0102041332143424031123 | 1/10111 = 0.00001011001          |
| 1/24 = 0.0416                   | 1/44 = 0.01                     | 1/11000 = 0.00001                |
| 1/25 = 0.04                     | 1/100 = 0.01                    | 1/11001 = 0.00001010001111010111 |

## Приклади п'ятіркових систем

Запис числа 17 у нумерації майя з п'ятірковою підосновою: (3 тире (тире=5) + 2 крапки, тобто 3 × 5 + 2 × 1)

У криптографії шифр, заснований на алфавіті рівно п'яти символів , називається п'ятірковим шифром. Відомим прикладом є метод ADFGX, використовуваний німецькими військовими на Західному фронті під час Першої світової війни. Шифр має основу (алфавіт) з п’яти літер: «A», «D», «F», «G» і «X». 
Першою системою обчислення, ймовірно, була рука. Тому не дивно, що групи з 5, 10 або 20 трапляються в переважній більшості систем числення .
Незважаючи на майже повсюдне прийняття десяткової основи, існує багато випадків п'ятіркової нумерації у вимові чисел від 6 до 9, які складаються як "рука та одиниці". Такий п’ятизначний усний рахунок є по всьому світу, головним чином в Африці, Північній Америці, Океанії.  Є такі сліди і в Європі та Азії. Таке поширення може свідчити про п’ятіркове походження примітивних систем числення. У десяткових чи двадцяткових письмових системах числення або в певних інструментах обчислення іноді з’являється п’ятіркова підоснова. Так відбувається в Азії при використанні китайських чи японських рахівниць і паличок для обчислення, де групування по 5, у системі, яка вважається десятковою позиційною, визначається так званою «п’ятірковою» кулею або перпендикулярною паличкою. У системі числення майя з основою 20 використовується п’ятіркова підоснова. П'ятіркова система лічби є на діалекті південноамериканського плімени бетоя :

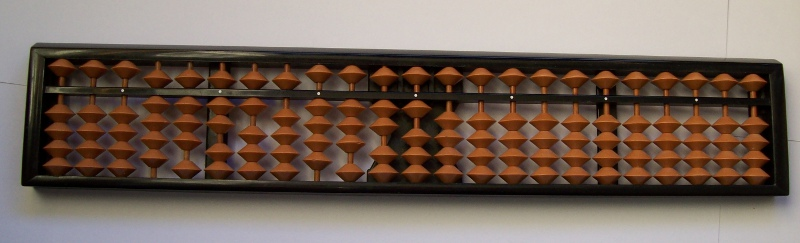
Японська рахівниця для лічби за п'ятірковою системою

| 5  |  | = рука        |
| 6  |  | = рука + 1    |
| 7  |  | = рука + 2    |
| 8  |  | = рука + 3    |
| 9  |  | = рука + 4    |
| 10 |  | = 2 руки      |
| 11 |  | = 2 руки + 1. |
| 15 |  | = 3 руки      |
| 16 |  | = 3 руки + 1  |
| 20 |  | = 4 руки      |

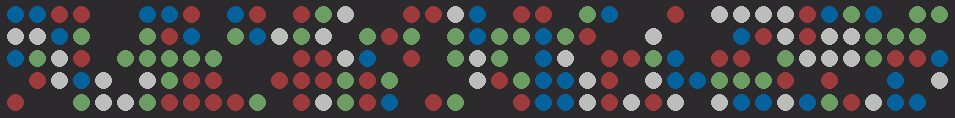
Операційна система з п'ятірковою основою

П’ятіркову систему обчислення також мають плімена австралійських аборигенів. У плімени ґуматі 5 називається rulu, десять - marrma rulu, 25 - dambumirri rulu, 125 –dambumirri dambumirri rulu, 31 - dambumirri ga wanggany rulu ga wanggany. Подібні назви чисел є у мові саравека (південноамериканська аравакська мова): 10 - inama no-kaxixi (2 руки), а 25 — arapiaice no-kaxixi (5 рук). У  мові саравека нема назв чисел від 20 до 24 і після 25.
Бомбейські купці також застосовували п’ятіркову систему у своїх торговельних операціях, за якою вони могли рахувати до 30 обома руками, ліву руку використовували для підрахунку одиниць, а праву — п’ятірки. Величина 14, наприклад, представлена там 4 пальцями лівої руки та двома пальцями правої руки  .

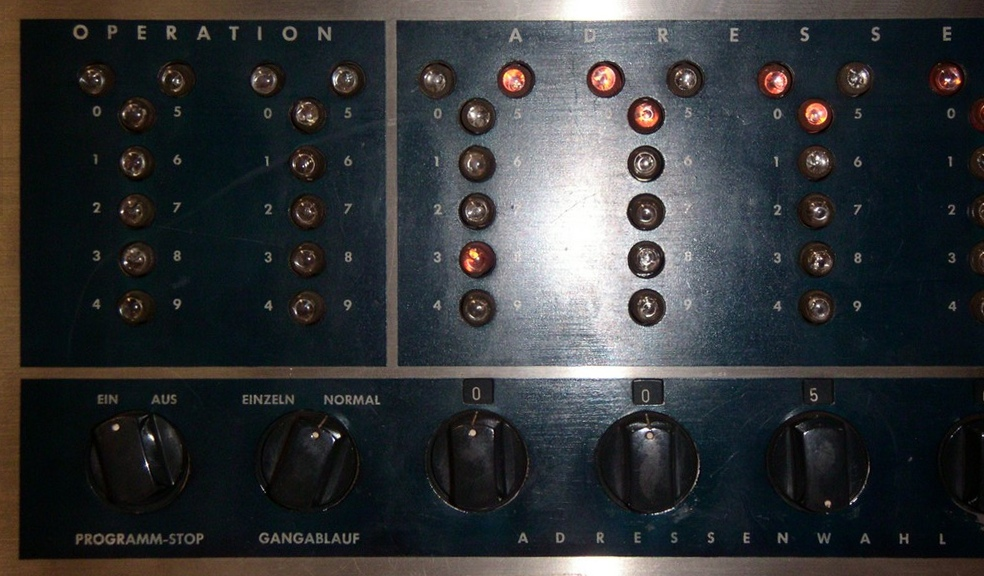
Панель IBM 650 з двоп'ятірковим індикатором
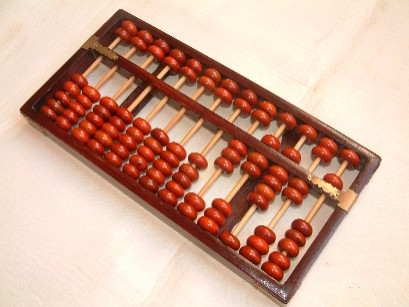
На рахівниці виставлене число (за десятковою системою) 37925
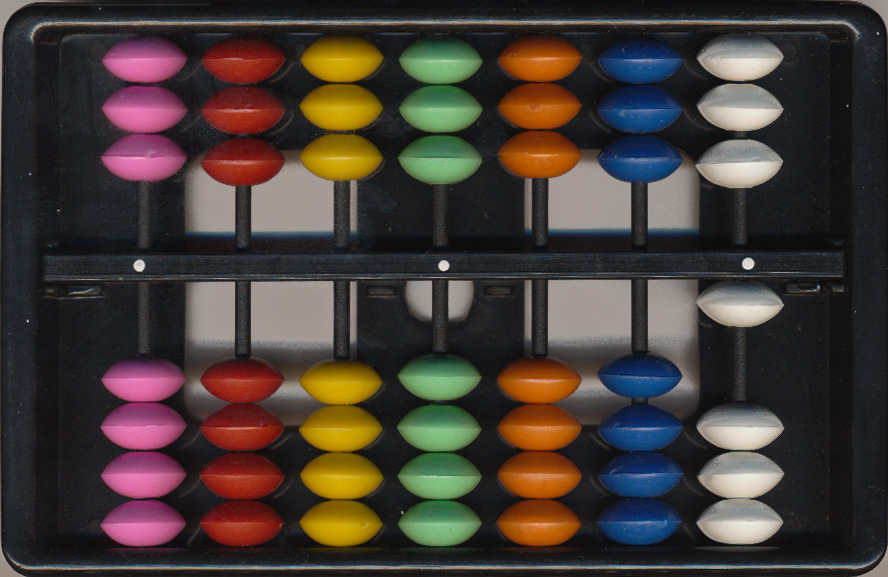
Рахівниця для обчислень за двадцятковою системою народу інуп'як з п'ятірковою підосновою

## Деякі назви чисел різних народів, пов'язані з п'ятірковою основою лічби

### Азія
- Sumerian: gesh (1), min (2), esh (3), limmou (4), ia (5), ash (6), i-min (7 = 5+2), i-ssou (8 = 5+3), i-llimou (9 = 5+4)
- Khmer: moy (1), pee (2), bay (3), buan (4), pram (5), pram moy (6 = 5+1), pram pii (7), pram buan (8), pram buan (9)
- Bantawa: ʉk (1), hʉk (2), sum- (3), reʈ?(4), ʉk-chuk ("one hand"), ʉkchuk ʉk (6 = 1 hand + 1), ʉkchuk sum- (7=5+2), ʉkchuk sum- (8=5+3), ʉkchuk reʈ (9=5+4), hʉa-chuk ("2 hands")
- Abui: nuku (1), ayoku (2), sua (3), buti (4), yeting (5), talaama (6), yeting-ayoku (7), yeting-sua (8), yeting-buti (9)
- Sawila: sundana / dana (1), yaku (2), tuo (3), araasiku (4), yootine (5), yooting-suno (6=5+1), yooting-yaku (7=5+2), yootingtuo (8=5+3), yootaraasiku (9=5+4)
- Inupiaq: atausiq (1), malġuk (2), piŋasut (3), sisamat (4), tallimat (5), itchaksrat (6), tallimat malġuk (7 = 5+2), tallimat piŋasut (8), quliŋuġutaiḷaq (9)
- Yupik: atauciq (1), malruk (2), pingayun (3), cetaman (4), talliman (5), arvin-glegen (6), malrun-glegen (7 = 2+5), pingayun-legen (8=3+5), qulngunritaraan (9) en alutiik 29: allringuq, mal’uk, pingayun, staama, talliman (5), arwilgen (6), mallruungin (7=2+5), Inglulgen (=3+5), qulnguyan (9)
- Alamblak 30: rpat (1), hosf (2), hos-fi-rpat (3=2+1), hos-fi-hosf (4=2+2), tir yohtt (5), tir yohtti rpat (6=5+1), tir yohtti hosf (7=5+2), tir yohtti hosfirpat (8=5+3), tir yohtti hosfihosf (9=5+4)
- Alyutor (Chukotko-Kamchatka): ǝnnan (1), ŋitaq (2), ŋǝruqqǝ (3), ŋǝraqqǝ (4), mǝllǝŋin (5), ǝnnan-mǝllǝŋ(in) (6=1+5), ŋitaqmǝllǝŋ(in) (7=2+5), ŋǝruqmǝllǝŋ(in) (8=3+5), ŋǝraqmǝllǝŋ(in) (9=4+5)
- Chukchi ( Chukotko-Kamchatka): ynnėn (1), ṇirėq (2), ṇyroqq (3), ṇyraqq (4), mėtḷyṇėn (5), ynnan-mytḷyṇėn (1+5), ṇėr’amytḷyṇėn (2+5), ṇyr’omytḷyṇėn (3+5), ṇyr’amytḷyṇėn (9)
- Itelmen ( Chukotko-Kamchatka): qniŋ (1), касҳ (2), č’oq (3), č’aq (4), kuvumnuk (5), kelvuk (6), etuk-tunuk (7), čo’oq-tunuk (8=3+5), ča’aq-tanak (9=4+5)
- Proto-aleoutian : *attaqa-n (1), *aallax (2), *qaanku (3), *sitsin (4), *tsang (5), *atsung (6), *allung (7), qamtsing (8), *sitsing (9)
- Proto-eskimo: *ataʁuciʁ (1), *malʁugh (2), *pingayut (3), *citama (4), *tadlimat (5), *aʁvinelegh (6), *malʁughneng aʁvinelegh (7=2+5), *ningayuneng aʁvinelegh (8=3+5), *qulengnguʁutengit (9=4+5) en naukanski yuit: ataasiq (1), maalghut (2), pingayut (3), sitamat (4), taɫimat (5), aghvinelek (6), maalghugneng aghvinelek (7=2+5), pingayuneng aghvinelek (8=3+5), qulngughutngilnguq (9).

### Африка
- Proto-berber: yn (1), sn (2), krad (3), okkoz (4), fuss (5), fuss d yn (6=5+1), fuss d sn (7=5+2), fuss d krad (8=5+3), addad meraw (10-1)

- Soso: kérén (1), ̀fírín (2), sàxán (3), náání (4), súlí (5), sénní, sóló-fèré (7=5+2), sólómá-sàxán (8=3+5), sólómá-náání (9=4+5)
- Herero: oimwe (1), ombari (2), ondatu (3), oine (4), ondano (5), ohamb-oumwe (6=5+1), ohamb-ombari (7=5+2), ohamb-ondatu (8=5+3), omuvyu (9)
- Makua: mosa (1), pili (2), tharu (3), sheshe (4), thanu (5), thanu na mosa (6 = 5+1), thanu na pili (7), thanu na tharu (8), thanu na sheshe (9) en fulani / peul47 (langue nigéro-congolaise): goo (1), zizi (2), tati (3), nayi (4), joyi (5), jee-gom (6 = 5+1), jee-zizi (7), je-tati (8), je-nayi (9)
- Chichewa / chiwa: chimodzi (1), ziwiri (2), zitatu (3), zinayi (4), zisanu (5), zisanu n’chimodzi (6 = 5+1) zisanu n’ziwiri (7), zisanu n'zitatu (8), zisanu n'zinayi (9)
- Supyire: nìŋkìn (1), shùùnì (2), tàànrè (3), sìcyἑἑrè (4), kaŋkuro (5), baa-nì (6 = 5+1), baa-shùùnì (7 = 5+2), baa-tàànrè (8 = 5+3), baa-rìcyἑἑrè (9 = 5+4)
- Vai: dóndo(1), féra (2), ságba (3), náni (4), sōru (5), sūn-dóndo (6=5+1), sum-féra (7=7+2), sūn-ságba (8=5+3), sūn-náni (9=5+4).
- Nu gbaya: kpɔk (1), yiitoo (2), taar(3), naar (4), mɔɔrɔ (5), mɔɔrɔ ɗoŋ kpɔk (6=5+1), mɔɔrɔ ɗoŋ yiito (7=5+2), mɔɔrɔ ɗoŋ taar (8=5+3), mɔɔrɔ ɗoŋ naar (9=5+4)
- Sherbro: buul (1), ting (2), ra (3), yol (4), men (5), men-buul (6=5+1), men-ting (7=5+2), men-ra (8=5+3), men-yol (9=5+4) en laalaa: wíinó (1), kanak (2), kaahaay (3), niikiis (4), yítus (5), yítus na wíinó (6=5+1), yítus na kanak (7=5+2), yítus na kaahaay (8=5+3), yítus na niikis (9=5+4) 50 en bambara (famille mandé)

### Океанія
- Lote: éllé (1), nai (2), mol (3), hénél (4), limé (5), limé pe ratele éllé (6), limé pe ratele nai (7), limé pe ratele mol (8), limé pe ratele hénél (9)
- Ronga : dha (1), zhua (2), telu (3), wutu (4), lima (5), lima esa (6=5+1), lima-zhua (7), zhuam-butu (8), taraesa (9)
- Wandamen 57: siri (1), muandu (2), toru (3), at (4), rim (5), rim e siri (6 = 5+1), rim e muandu (7 = 5+2), rim e toru (8 = 5+3), rim e at (9 = 5+4)
- Nyelâyu 58: pwa-laic (1), pwa-du (2), pwa-jen (3), pwa-lavaac (4), pwa-nem (5), pwanem nua pwalaix (6=5+1), pwanem nua pwadu (7=5+2), pwanem nua pwajen (8=5+3), pwanem nua pwalavaac (9=5+4)
- Sobei: tes (1), daidu (2), tou (3), fau (4), dim (5), dim-tes (6=5+1), dim-daidu (7=5+2), dim-tou (8 = 5+3), dim-fau (9=5+4) En sio 60: taitu (1), rua (2), ŋato (3), ŋapa (4), lima (5), lima kanaŋo taitu (6=5+1), lima kanaŋo rua (7=5+2), lima kanaŋo ŋato (8=5+3), lima kanaŋo ŋapa (9=5+4)
- Efaté du sud (Vanuatu): i-skei (1), i-nru (2), i-tul (3), i-fat (4), i-lim (5), i-ɪa-tes (6=5+1), i-ɪa-ru (7), i-ɪa-tul (8), i-ɪ-fot (9)
- Maskelynes: e-sua (1), e-ru (2), i-tor (3), i-vat (4), e-rim (5), (e-)malve-tes (6), (e-)məlev-ru (7), (e-)məlev-tor (8), (e-)məlev-pat (9)
- Lenakel (Vanuatu): karena (1), kiu (2), kesil (3), kuver (4), katilum (5), katilum karena (6=5+1), katilum kiu (7=5+2), katilum kesil (8=5+3), katilum kuver (9=5+4)
- Paama: tai (1), elu (2), etel (3), ehat (4), elim (5), lahi-tai (6=5+1), lau-lu (7=5+2), lau-tel (8=5+3), lau-hat (9=5+4)
- Nume: tuwal (1) l-ru (2), i-tol (3), i-ßet (4), tißi-lim (5) leße-te (6=5+1), leße-ru (7=5+2), leße-tol (8=5+3), leße-ßet (9=5+4)

### Американські континенти
- Tupinambá: oîepé (1), mokõî (2), mosapyr (3), irundyk (4), po (5), pó-oîepé (6=5+1), pó-mokõi (7=5+2), pó-mosapyr (8=5+3), pó-irundyk (9=5+4)
- Old Tupi: poteī (6), pokōi (7), poapy (8), porundy (9), kuā (10), kuateī (11), kuakōi (12), kuapy (13), kuarundy (14), kuapo (15), kuapoteī (16), mokoikuā (20), mokoikuā poapy (28), porundyma porundysā porundykuā porundy (9.999)
- Günün a küna: chüyü (1), p'üch (2), gütr (3), maalü/maala (4), katr (5) [mano], katrchüyü (5+1=6), katrp'üch (5+2=7), katrgütr (5+3=8), katrmaalü (5+4=9), tsamatskü (10) [ambas manos]
- Nheengatu: iepé (1), mukũi (2), mukũi (3), irundi (4), iepe-pu (5), pu-iepé (6=5+1), pu-mukũi (7=5+2), pu-musapíri (8=5+3), pu-irundi (9=5+4)
- Pemon: töukin (1), sakü'ne (2), seutawö’ne (3), saköröro’ne (4), mia töukin (5, "hand one"), mia töukin töukin (6 = 5+1), mia töukin sakü’ne (7=5+2), mia töukin seutawö’ne (8=5+3), mia töukin saköröro’ne (9 = 5+4)
- Paresi: hatita (1), hinama (2), hanama (3), zalakakoa (4), hakake (5, "one hand"), 6 (5+1), 7 (5+2)
- Arawak: aba (1), bian (2), kabyn (3), bithi (4), (a)badakhabo (5), (a)ba-thian (1+5), bian-thian (7=2+5), kabyn-thian (8=3+5), bithi-thian (9=4+5)
- Zuni: dobinde (1), kwili (2), ha'i (3), a:wide (4), apde (5), doba-lekk'ya (6 = 1+5), kwilelekkya (7=2+5), ha'elekk'ya (8=3+5), dena-lekk'ya
- Choctaw: achvffa (1), tuklo (2), tuchena (3), ushta (4), talhapi (5), hvnnali (6), on-tuklo (7=5+2), on-tuchena (8=5+3), chakkali (9)
- Mikasuki: łáàmen (1), toklan (2), tocheenan (3), shéetaaken (4), chahkeepan (5), ee-paaken (6), kola-paaken (7=2+5), toshna-paaken (8=3+5), oshta-paaken (9)
- Garifuna: 70 = 3x20+10 (ürüwa wein disi), 90 = 4x20+10 (gádürü wein disi)
- Nahuatl: ce (1), ome (2), ëyi (3), nawi (4), macuilli (5), chicu-ace (6 = 5+1), chic-ome (7), chicu-ëyi (8), chico-nawi (9)
- Sumo (Ulwa): aslah (1), bû (2), bâs (3), arungka (4), singka (5), ting as kau as (6 = 5+1), ting as hau bû (7), ting as kau bâs (8), ting as kau arungka (9)
- Kiliwa: msig (1), juwak (2), jmi’k (3), mnak (4), salchipam (5), msigl paayp (6=1+5), juwakl paayp (7=5+2), jmi’kl paayp (8=3+5), msigl tmat (9)
- Quetzaltepec 76: tu’uk, määjtsk, tëkëëk, taxk (4), mëkooxk (5), të-tuujk (6=1+5), wx-tuujk (7=2+5), tuk-tuujk (8=3+5), tax-tuujk (9=4+5)
- Kalina 77: òwin (1), oko (2), oruwa (3), okupàen (4), ainatone (5), òwin-tòima (6), oko-tòima (7), oruwa-tòima (8), okupàen-tòima (9) en ojibwé 78: bezhig (1), niizh (2), niswi (3), naanan (5), [n]ingodwaaswi (6), niizh-waaswi (7 = 2+5), [n]ish-waaswi (8=3+5), zhaangaswi (9)
- Montagnais (innu-aimum) 79: peik (1), nish (1), nisht (3), neu (4), patetat (5), kutu-asht (6), nishu-asht (7=2+5), nishu-aush (8=3+5), peikushteu (9)
- Mohican: nuqut (1), nis (2), shwi (3), yáw (4), nupáw (5), qut-ôsk (6=1+5), nis-ôsk (7=2+5), shw-ôsk (8=3+5), pásukokun (9)
- Cheyenne: na’êstse (1), neše (2), na’he (3), neve (4), noho (5), naesoh-to (6=1+5), nésoh-to (7=2+5), na’noh-to (8=3+5), sóoh-to (9)
- Atikamekw 82: peikw (1), nicw (2), nicto (3), new (4), niaran (5), nikot-waso (6), nico-waso (7=2+5), nic-waso (8=3+5), cakitato (9)
- Tlingit: (tléil) (1), tléix' (2), déix̱ (3), nás'k (4), daax'oon (5), keijín (6), tlei-dooshú (7=2+5), dax̱a-dooshú (8=3+5), nas'ga-dooshú (9=4+5)
- Xa islakala: n̓áukʷ (1), má՚ elaukʷ (2), yúdukʷ (3), mukʷ (4), sek̕áukʷ (5), q̓etl̕áukʷ (6), malh-áus (2+5), yudexʷ-áus (8=3+5), muw-áus (9=4+5)
- Groendlandais: ataaseq (1), marluk (2) pingasut (3), sisamat (4), tallimat (5), arfinillit (6), arfineq marluk (7=5+2), arfineq pingasut (8=5+3), qulingiluat (9=5+4)

## Див.також
- Позиційна система числення
- Непозиційні системи числення
- Нега-позиційна система числення
- Єгипетська система числення
- Арабська система числення
- Старослов'янська система числення
- Римська система числення
- Двійкова система числення
- Трійкова система числення
- Четвіркова система числення
- Вісімкова система числення
- Десяткова система числення
- Дванадцяткова система числення
- Шістнадцяткова система числення
- Двадцяткова система числення
- Шістдесяткова система числення
- Числова система залишків
- Система числення Фібоначчі